# 新文街道
新文街道，是中华人民共和国山西省大同市云冈区下辖的一个乡镇级行政单位。2021年3月，设立新文街道。以原新胜街道的校北街、文化街、府兴里、平易路4个社区居委会的行政区域为新文街道的行政区域。

## 行政区划
新文街道下辖以下地区：
校北街社区、新胜街社区、文化街社区、平易街社区、育新路社区、府兴里社区、迎新街社区、安居街社区、林荫路社区和华杰里社区。